# Syndrome de Lujan-Fryns
Le syndrome de Lujan-Fryns est une maladie génétique touchant principalement les hommes et se manifestant par un retard mental, un faciès caractéristique, un aspect physique proche du syndrome de Marfan et des troubles du comportement.
Le gène en cause et sa prévalence sont inconnues.

## Sources
- (en) Orphanet Journal of Rare Diseases 2006, 1:26  doi:10.1186/1750-1172-1-26